# Zakrystia

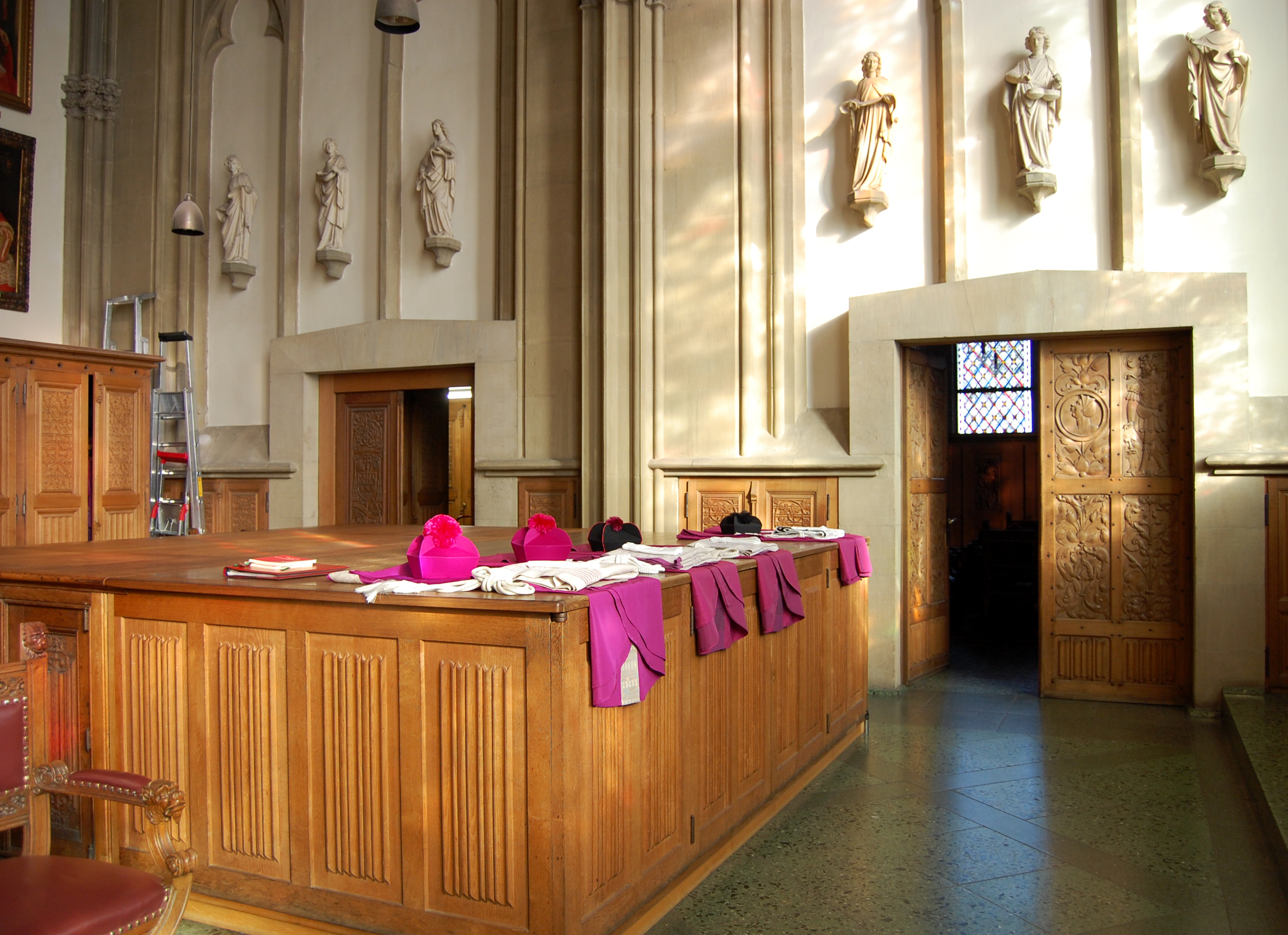
Zakrystia w katedrze w Kolonii

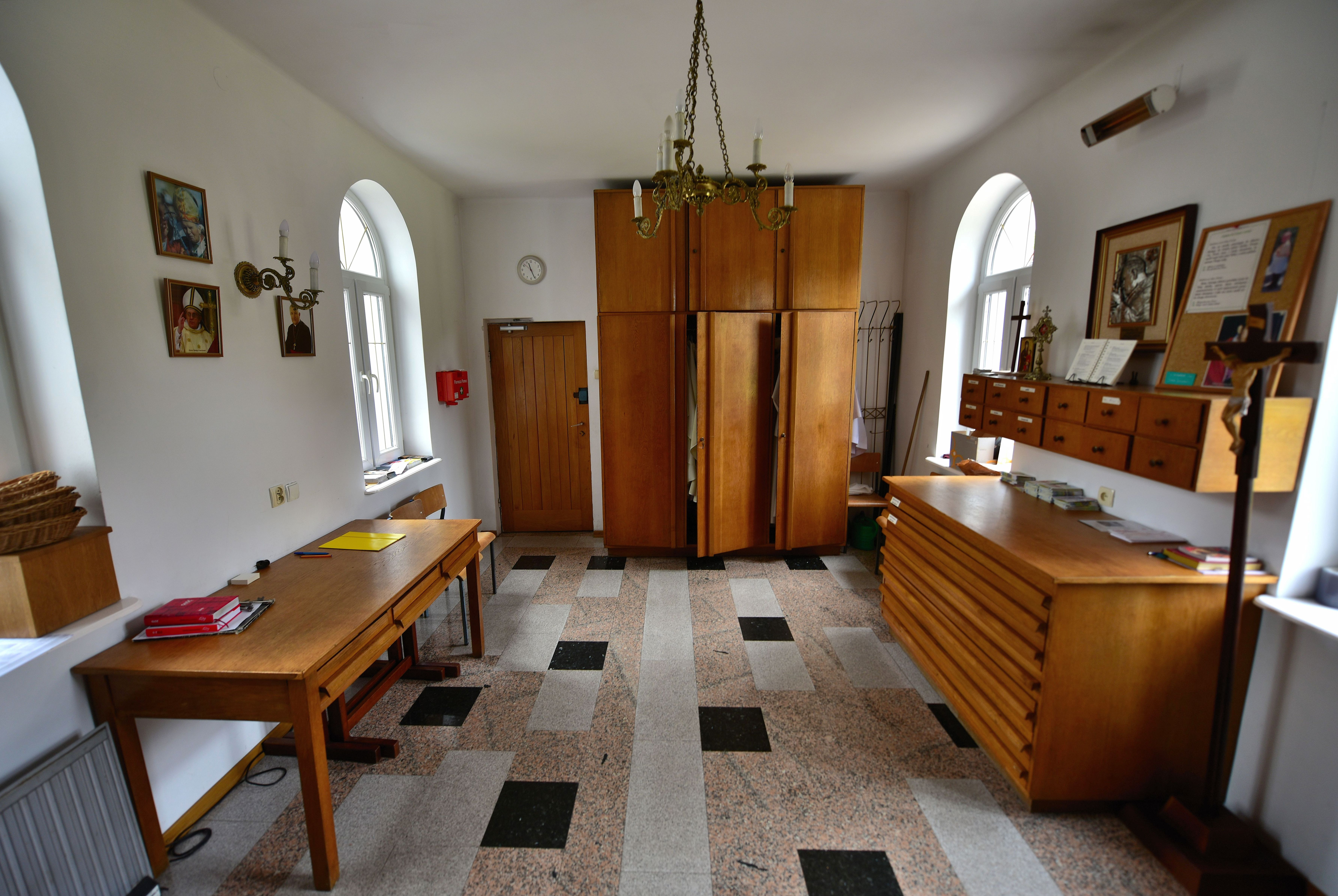
Wnętrze zakrystii kościoła Opatrzności Bożej w Warszawie

Zakrystia (st. wł. sacristia od sacrista – sługa kościelny, zakrystian, z łac. sacer – świętość) – boczne pomieszczenie sakralne występujące w świątyniach chrześcijańskich, umieszczane najczęściej z północnej lub południowej strony prezbiterium i połączone z nim wejściem.
W dialektach i gwarach, w których nastąpiło przejście „kr” w „chr” (prawdopodobnie przez błędne skojarzenie słowa z Chrystusem), np. w dialektach małopolskich, często spotykaną formą, także w języku pisanym, jest zachrystia, zachrystian.

## Opis
Zakrystia służy do przechowywania naczyń i szat liturgicznych, przygotowywania się kapłanów do odprawiania obrzędów liturgicznych. Zakrystia pojawiła się w okresie średniowiecza w miejsce diakonikonu.
W zakrystii znajduje się m.in. lawaterz.